# 貧しき人びと
『貧しき人びと』（まずしきひとびと、ロシア語: Бедные люди）はフョードル・ドストエフスキーの往復書簡形式の中編小説で、1846年に出版された。
雑誌編集者ニコライ・ネクラーソフは批評家ヴィッサリオン・ベリンスキーに対して「新しいゴーゴリが現れた」と礼賛した。ベリンスキーはこの作品を読んでその意見に同調した。日本語タイトルは、出版社によっては『貧しき人々』とも。

## 概要
初老の小役人マカール・ジェーヴシキンと少女ワーレンカとの間で凡そ半年に渡って交わされる往復書簡。お互いに身の回りで起きた出来事を報告したり、その時の心境を綴っている。その話の内容とは、ワーレンカの父親が事業に失敗して不機嫌となり、その後病気になってそのまま死んでしまった事、それだけでなく債権者が押し掛けて家や土地も家具も全て持って行ってしまった事や、彼女がポクロフスキーという元大学生と交流し、亡くなるまで世話をしたといった話が書かれてある。更にはゴルシーコフ家の赤ん坊が死亡して可哀想だとか、マルコフに関して二人が意見を対立させたり、マカールの友人のゴルシーコフが業務上横領の嫌疑が掛けられて懲戒免職となるが、裁判で無罪放免となるといった話も書かれている。何度も繰り返される手紙のやり取りの中でマカールはワーレンカに愛情表現を伝続けるが、結局ワルワーラはジェーヴシキンと別れてブイコフのもとに行ってしまうのだった。

## 登場人物
マカール・ジェーヴシキン
世間から見下されている小役人。
ワルワーラ・ドブロショーロワ（別名：ワーレンカ）
田舎で暮らす乙女。
アンナ・フョードロヴナ
お金持ちの女性で、ワルワーラの従妹サーシャの面倒を見ている。
サーシャ
ワルワーラの従妹。
エルモラーエフ
ジェーヴシキンの同僚で役所の書記。
ラタジャーエフ
文筆家。
エメリヤン・イリイッチ
仕事を首になった元役人。
ゴルシコーフ
ジェーヴシキンと同じアパートに住んでいる。
父ポクロフスキー
大学生ポクロフスキーの父親
子ポクロフスキー
貧しい元大学生だが語学や歴史に堪能。
フェドーラ
ワーレンカに仕えている小間使い。
ブイコフ
大地主で、父ポクロフスキーの知人。大学生ポクロフスキーを引き取って養っていた。

## 日本語訳
- 『ドストエーフスキイ全集1　貧しき人々』 米川正夫訳、河出書房新社 - 電子書籍で再刊
- 『貧しき人々』 原久一郎訳 岩波文庫 1931年2月、改版1960年ほか ISBN 400-3261313
- 『貧しき人びと』 中村白葉訳 新潮文庫 1951年 - 旧訳
- 『ドストエフスキー全集1　貧しい人々』 小沼文彦訳、筑摩書房、1963年
- 『貧しき人びと』 木村浩訳 新潮文庫 1969年6月、改版1994年、2013年 ISBN 410-2010068
  - 『ドストエフスキー全集1　貧しき人びと』 新潮社 - 別版
- 『貧しき人々』 安岡治子訳 光文社古典新訳文庫 2010年 ISBN 4334752039 - 電子書籍も刊